# Mausoléu de Ruhollah Khomeini
O Mausoléu do Ayatolá Khomeini abriga o túmulo de Ruhollah Khomeini e sua família - sua esposa Khadijeh Saqafi e seu segundo filho, Ahmad Khomeini - e algumas figuras políticas como o ex-presidente Akbar Hashemi Rafsanjani, o ex-vice-presidente Hassan Habibi, o tenente-general Ali Sayad Shirazi, Sadeq Tabatabaei e Marzieh Hadidchi. Está localizado ao sul de Teerã no cemitério Behesht-e Zahra (o paraíso de Zahra). A construção começou em 1989 após a morte de Khomeini em 3 de junho. Ainda está em construção, mas quando completado será a peça central em um complexo espalhado em 20 quilômetros quadrados, que contemplará um centro cultural e turístico, uma universidade para estudos islâmicos, um seminário, um shopping center e um estacionamento de 20.000 carros. O governo iraniano teria gasto 2 bilhões de dólares para desenvolver o complexo.